# Prince Avalanche
Prince Avalanche ist eine Roadmovie-Tragikomödie des Regisseurs David Gordon Green von 2013.

## Handlung
Alvin und sein jüngerer Schwager Lance haben die Aufgabe, nach verheerenden Waldbränden in Texas die Fahrbahnmarkierungen neu zu streichen. Während Alvin die Stille genießt, möchte Lance nur in die Stadt, um Frauen kennenzulernen. Als Lance von seinem Wochenende von der Stadt zurückkehrt, teilt er mit, dass er unabsichtlich Vater geworden ist. Zur gleichen Zeit bekommt Alvin einen Abschiedsbrief von seiner Frau, die die Trennung möchte. Nachdem Lance den Brief heimlich gelesen hat, kommt es zum Streit. Nach einem Sturz von Alvin versöhnen sich die ungleichen Männer wieder. Schließlich betrinken sie sich und besuchen gemeinsam die Stadt.

## Hintergrund
Der Film ist eine Neuverfilmung der isländischen Komödie Á annan veg von 2011. Prince Avalanche hatte seine Uraufführung beim Sundance Film Festival und wurde auf der Berlinale 2013 gezeigt, wo David Gordon Green den Silbernen Bär für die Beste Regie gewann.

## Kritik
Frank Schnelle von Epd Film schreibt wohlwollend über die Protagonisten des 2-Personen-Stücks: „Beide sind Verdränger, die sich bislang weder zu ihren Fehlern noch zu ihren Limitationen bekannt haben, beide sind große Jungs, die sich schließlich gegenseitig dabei helfen, erwachsen zu werden.“